# Dariusz Jezierski (strażak)
Dariusz Jezierski (ur. 1965) – emerytowany oficer Państwowej Straży Pożarnej w stopniu kapitana, były dowódca Jednostki Ratowniczo-Gaśniczej nr 7 w Poznaniu.

## Służba
Kpt. Dariusz Jezierski rozpoczął służbę w szeregach Poznańskiej Straży Pożarnej (PSP) w 1984 roku w Szkole Chorążych Pożarnictwa w Poznaniu, którą ukończył w 1986. Następnie podjął służbę w Wojewódzkim Ośrodku Szkolenia Pożarniczego – Krzesiny w Komendzie Rejonowej Straży Pożarnych Poznań – Nowe Miasto. Od 1992 objął funkcję zastępcy dowódcy w Jednostce Ratowniczo–Gaśniczej (JRG) 7 w Luboniu, a od 1997 na tym samym stanowisku w JRG 2 w Poznaniu. W 1998 został zastępcą Dowódcy JRG-4, następnie Dowódcą JRG-4 do 2014. Ostatnie dwa lata służby kpt. Jezierski spędził w JRG 7, na stanowisku Dowódcy Jednostki oraz Dowódcy Specjalistycznej Grupy Ratownictwa Technicznego.
Od 2009 podnosił swoje kwalifikacje zawodowe. W 2012 ukończył studia licencjackie w Wyższej Szkole Bezpieczeństwa w Poznaniu w zakresie bezpieczeństwa narodowego. W 2014 ukończył studia podyplomowe dla strażaków ubiegających się o zajmowanie stanowisk oficerskich związanych z kierowaniem działaniami ratowniczymi w Szkole Głównej Służby Pożarniczej (SGSP).
Będąc instruktorem w Wojewódzkim Ośrodku Szkolenia Pożarniczego Poznań – Krzesiny wyszkolił wiele pokoleń ratowników. Zainicjował i współtworzył nowe gałęzie działalności PSP. Uczestniczył w tworzeniu jednego z pierwszych w Polsce oddziałów ratownictwa chemiczno – ekologicznego. W 1992, będąc zastępcą dowódcy Jednostki Ratowniczo–Gaśniczej (JRG), współorganizował działalność nowo powstającej Jednostki Ratowniczo – Gaśniczej w Luboniu. Od 1999 współtworzył specjalistyczną Grupę Poszukiwawczo – Ratowniczą przy JRG-4 w Poznaniu. Będąc członkiem grupy poszukiwawczej nabył szereg specjalistycznych uprawnień. Wielokrotnie był członkiem polskiej Grupy Ratowniczej delegowanej za granicę do udziału w międzynarodowych ćwiczeniach. Przed przejściem na emeryturę pełnił funkcję Dowódcy GPR.

## Odznaczenia
- Brązowa Odznaka „Zasłużony dla Ochrony Przeciwpożarowej” (2008)[3]
- Srebrna Odznaka „Zasłużony dla Ochrony Przeciwpożarowej” (2013)[4];
- Złoty Medal „Za Zasługi dla Pożarnictwa”;
- Medal Srebrny za Długoletnią Służbę[1].